# شوارتز ۱۳۸۲۰
سیارک ۱۳۸۲۰ (به انگلیسی: 13820 Schwartz، نامگذاری:1999VQ) سیزده هزار و هشتصد و بیستمین سیارک کشف شده‌است که در ۱ نوامبر ۱۹۹۹ کشف شد.
قدر مطلق سیارک برابر ۱۳٫۲۰ است.